# تازة كند أغبلاغ
تازة كند أغبلاغ هي قرية في مقاطعة مياندوآب، إيران. يقدر عدد سكانها بـ 0 نسمة بحسب إحصاء 2016.